# Николополье
Николополье — деревня в Гусь-Хрустальном районе Владимирской области России, входит в состав муниципального образования «Посёлок Иванищи».

## География
Деревня расположена в 16 км на север от центра поселения посёлка Иванищи, в 42 км на северо-запад от Гусь-Хрустального и в 7 км от железнодорожной станции Неклюдово на линии Владимир — Тумская.

## История
Погост Николопольский с приходскими деревнями до 1764 года был патриаршей, а потом синодальной вотчиной. Церковь на этом месте существовала уже в начале XVII века, что подтверждается отметками в патриарших окладных книгах, начиная с 1628 года. В переписных книгах монастырских и церковных земель за 1637-47 годы о Николопольском приходе сообщается: «в «кромине» Каменицкой на речке Поле погост, а на погосте церковь Николая чудотворца и другая теплая церковь вмц. Варвары – строение мирское, при церкви два двора поповых, на церковной земле двор бобыльский…». Из вышеприведенной выписке из переписных книг видно, что в Николопольском погосте в половине XVII века было две деревянных церкви. По писцовым книгам 1653-54 годов при этих церквах значатся 2 священника, в приходе 123 двора, в переписных книгах при церкви значатся также 2 священника, в приходе 139 дворов. В 1713 году, как видно из отметки в патриарших окладных книгах, вместо прежней Никольской церкви на погосте была построена новая в честь того же святителя. В 1731 году и теплая церковь на погосте настолько обветшала, что служить в ней стало невозможно, поэтому прихожанами была построена новая деревянная же церковь, которая и была освящена в 1735 году. В 1818-22 годах вместо двух деревянных церквей в Николопольском погосте был устроен каменный двухэтажный храм. Престолов в этом храме четыре: в верхнем этаже – во имя святого Николая Чудотворца и Владимирской иконы Божией Матери, в нижнем – во имя святой великомученицы Варвары и в честь Покрова Пресвятой Богородицы.
В XIX и первой четверти XX века погост входил в состав Александровской волости Судогодского уезда. 
В годы Советской власти до 1998 года деревня входила в состав Неклюдовского сельсовета.

## Население
| 1859 | 1905 | 1926 | 2002 | 2010 | 2021 |
| ---- | ---- | ---- | ---- | ---- | ---- |
| 30   | ↘7   | ↗34  | ↘0   | →0   | →0   |

## Достопримечательности
В деревне находится действующая Церковь Николая Чудотворца (1818).